# Fritz zur Loye

Friedrich zur Loye

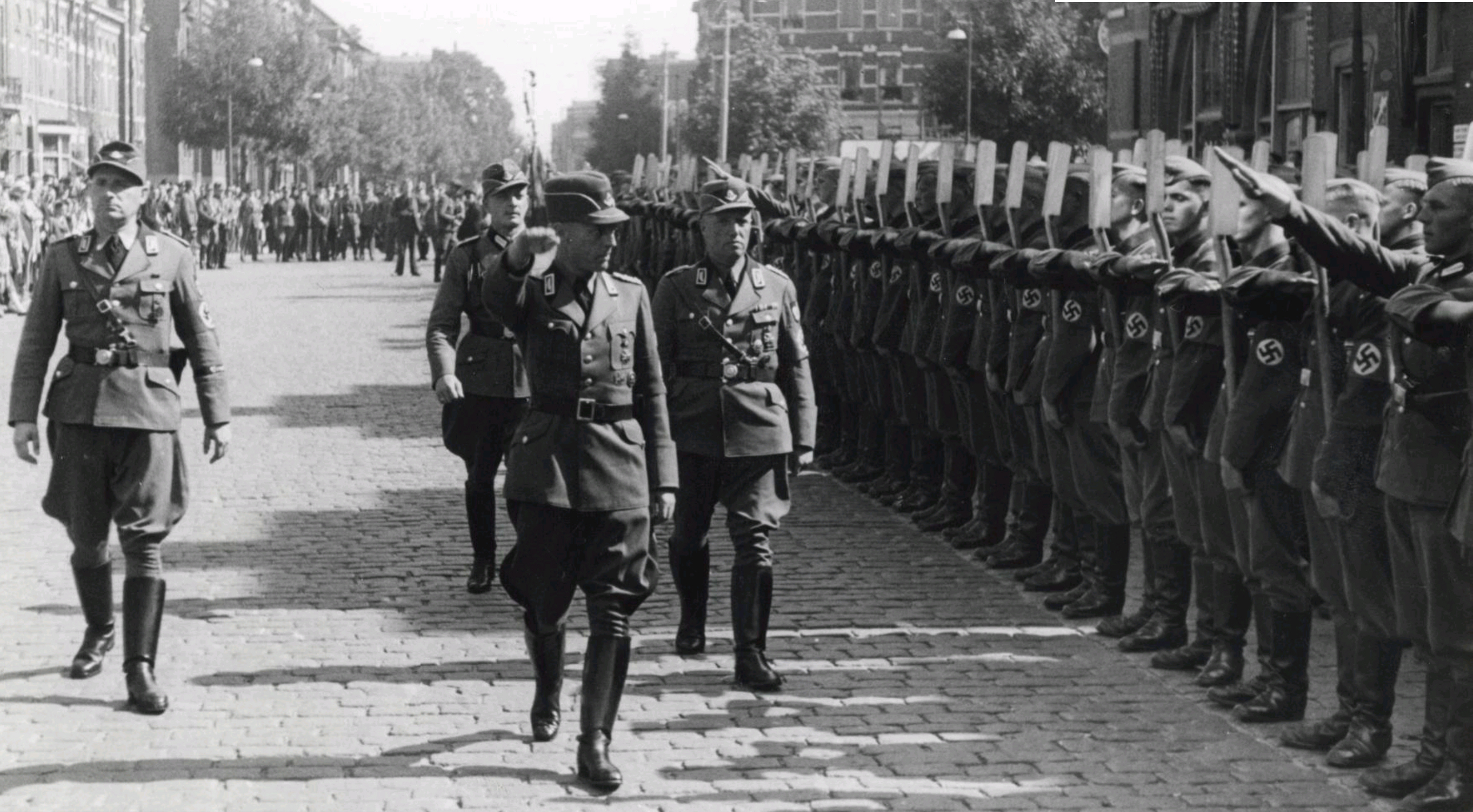
1940 in Amsterdam

Fritz zur Loye (* 10. September 1888 in Klein-Garnholt, Bad Zwischenahn; † 9. September 1981 in Oldenburg) war ein deutscher Politiker (NSDAP).

## Leben und Wirken
Nach dem Besuch der Volksschule und der Oberrealschule erhielt Fritz zur Loye 1909 das Reifezeugnis in Oldenburg. 1912 legte er die Landmesser- und Kulturtechnische Prüfung für Preußen ab. Im Herbst 1914 folgte die Staatsprüfung für den höheren Vermessungs- und Landeskulturdienst in Oldenburg. Von 1914 bis 1918 nahm zur Loye am Ersten Weltkrieg teil, in dem er an der Westfront kämpfte und im Frühjahr 1918 zum Führer einer Infanterie-Begleitbatterie ernannt wurde.
Im Januar 1919 trat zur Loye als Landeskulturrat in den Oldenburgischen Staatsdienst ein, in dem er bei der Vermessungsdirektion, beim Siedlungsamt und beim Domänenamt arbeitete. Zum 1. November 1930 trat er der NSDAP bei (Mitgliedsnummer 349.037). Von Juni 1932 bis Mitte 1939 war er Gaubeauftragter für den Arbeitsdienst im Gau Weser-Ems. Im Herbst 1933 wurde zur Loye zum Arbeitsgauführer ernannt, 1938 zum Oberstarbeitsführer. Von 1940 an war er in den Niederlanden als Generalarbeitsführer tätig.
Von April 1938 bis zum Ende der NS-Herrschaft im Frühjahr 1945 saß Loye als Abgeordneter für den Wahlkreis 14 im nationalsozialistischen Reichstag.